# Klaus von Loos
Klaus Cornelius Hugo von Loos (* 10. Dezember 1862 in Berlin; † 27. November 1919 in Stargard) war ein deutscher Verwaltungsbeamter und Parlamentarier.

## Leben

### Herkunft
Klaus war ein Sohn des preußischen Generalleutnants Hugo von Loos (1820–1883) und dessen Ehefrau Hermine, geborene Ehrenberg (1820–1893). Sein älterer Bruder Friedrich stieg ebenfalls zum preußischen Generalleutnant auf.

### Karriere
Loos studierte Rechtswissenschaft an der Albert-Ludwigs-Universität Freiburg und der Friedrich-Wilhelms-Universität zu Berlin. 1884 wurde er wie Georg Deycke Mitglied des Corps Hasso-Borussia Freiburg. Nach Abschluss des Studiums trat er in den preußischen Staatsdienst und war von 1899 bis zu seinem Tod Ende 1919 Landrat des Kreises Saatzig. Im Sommer 1919 sorgte Loos für einen politischen Eklat, als er bei einer Feierlichkeit des örtlichen Veteranenvereins eine Fahne mit der Inschrift „Mit Gott für König und Vaterland!“ entrollte. Die Provinzregierung in Stettin leitete daraufhin ein Disziplinarverfahren gegen ihn ein und entband ihn seiner Funktion. Nach seinem Bekenntnis zum neuen Staat konnte er schließlich wieder in den Dienst zurückkehren.
Loos saß von 1913 bis 1918 als Abgeordneter des Wahlkreises Stettin 4 (Pyritz, Saatzig, Stadtkreis Stargard) im Preußischen Abgeordnetenhaus. Er gehörte der Fraktion der Konservativen Partei an. Er war Mitglied des Provinziallandtags von Pommern. Er war Stiftshauptmann und Major der Reserve.

### Familie
Loos heiratete am 24. November 1893 Maria von Bismarck (1864–1927), Tochter von Bernhard von Bismarck und Witwe des Georg von Ramin († 1888). Das Paar hatte mehrere Kinder:
- Hermine Malvine Clara Ottilie (* 1895) ⚭ 1920 Hans Karl von Arnim, Herr auf Züsedom
- Christiane Meta Maria (* 1896)
- Marianna Dorothea Sybille (* 1902) ⚭ 1924 Ulrich Kolbe
- Clara Adelheid Elisabeth Kornelia (* 1907)